# 37-мм противотанковая пушка образца 1930 года (1-К)
37-мм противотанковая пушка образца 1930 года (1-К, индекс ГАУ — 52-П-162) — советское лёгкое противотанковое орудие периода Второй мировой войны.

## История создания
К проектированию противотанковых пушек в СССР приступили в конце 1920-х годов. До этого времени считалось, что задачу борьбы с танками вполне могут решить дивизионные и полковые орудия. Однако отечественные разработки не продвинулись дальше начальной стадии, поскольку в то время в СССР не было опыта проектирования подобных артсистем. Зато такой опыт был у Германии.
Первую противотанковую пушку немцы создали ещё во время Первой мировой войны — это была 37-мм пушка обр. 18. Согласно Версальскому договору, Германии было запрещено иметь противотанковую артиллерию, поэтому все работы по ней велись в тайне. Уже в 1926 году фирма «Рейнметалл» создала опытный образец новой пушки — 3,7-см противотанковую пушку обр. 26. СССР остро нуждался в современной артиллерии, а Германия — в возможности продолжать работы над перспективными образцами и поддерживать научно-технический потенциал. В 1929 году фирма «Рейнметалл» создала для контактов с СССР подставную фирму «БЮТАСТ» (общество с ограниченной ответственностью «Бюро для технических работ и изучений»). Согласно постановлению Совнаркома от 8 августа 1930 в Берлине 28 августа 1930 года был подписан секретный договор, согласно которому немцы обязались помочь СССР организовать валовое производство 6 артиллерийских систем:
- 37-мм противотанковой пушки;
- 76-мм зенитной пушки;
- 152-мм мортиры;
- 152-мм гаубицы;
- 20-мм зенитной автоматической пушки;
- 37-мм зенитной автоматической пушки.

Фирма «Рейнметалл» должна была поставить в СССР опытные образцы орудий, полный комплект документации и комплекты полуфабрикатов для сборки в СССР нескольких орудий каждого типа. В договоре были специальные статьи, согласно которым СССР не должен был оглашать ни условий сделки, ни данных германских орудий, а Германия не должна была раскрывать ставшие известными ей сведения о советских артиллерийских заводах. За все услуги фирме было выплачена немалая по тогдашним масштабам цен сумма в $1,125 млн[каких?]. Немецкая сторона полностью выполнила условия сделки, в частности, поставила в СССР 12 единиц 37-мм противотанковых пушек. Причём все поставленные артсистемы были весьма современными, практически все они были позже приняты на вооружение вермахта и активно участвовали во Второй мировой войне. В СССР все немецкие орудия были официально приняты на вооружение, но производство некоторых из них (например, зенитных автоматов) советская промышленность даже с немецкой помощью освоить не смогла.
Поставленные немцами 37-мм противотанковые пушки были, по сути, опытными образцами противотанковой пушки 3,7 cm Pak, ставшей позже самой массовой в германской армии до 1942 года. От 1-К это орудие отличалось главным образом наличием подрессоривания, новым колёсным ходом и некоторыми незначительными деталями. Боекомплект обеих пушек был полностью взаимозаменяем.

## Конструкция
1-К имела для своего времени достаточно современную конструкцию. Орудие имело раздвижные станины, неподрессоренный колёсный ход и деревянные колёса. Оно оснащалось горизонтальным клиновым полуавтоматическим затвором, гидравлическим тормозом отката и пружинным накатником. Пружины накатника помещены на цилиндре компрессора. После выстрела противооткатные устройства откатываются вместе со стволом. Огонь можно было вести с помощью простой прицельной трубы с полем зрения 12°.

## Производство
Немецкая пушка была запущена в производство[когда?] на подмосковном заводе № 8 им. Калинина, где она и получила заводской индекс 1-К. Предприятие осваивало производство нового орудия с огромным трудом, пушки делались полукустарно, с ручной подгонкой деталей. В 1931 году заказчику завод предъявил 255 пушек, но не сдал ни одной по причине низкого качества сборки. В 1932 году удалось сдать 404 пушки, в 1933 году — ещё 105. Уже в 1932 году производство этих орудий было прекращено (в 1933 году сдавались пушки не сданные в предыдущем году) в связи с принятием на вооружение более мощной 45-мм противотанковой пушки обр. 1932 года (19-К), являвшейся развитием 1-К.
На базе 1-К была создана 37-мм танковая пушка Б-3 (5-К), использовавшаяся для вооружения танков БТ-2 и Т-26.

## Служба и боевое применение
1-К была первой специализированной противотанковой пушкой РККА и сыграла большую роль в освоении этого вида оружия. В войсках эта пушка рассматривалась скорее как учебная, очень быстро она стала незаметна на фоне поступавших в войска в больших количествах 45-мм пушек. На 1 января 1936 года в РККА имелось 506 пушек 1-К, в том числе годных 422, требующих капремонта — 53, учебных — 28, негодных — 3. По всей вероятности, в последующие годы число годных пушек уменьшалось, и они постепенно выводились на склады и в учебные заведения. О боевом применении этих орудий до 1941 года информации обнаружить не удалось. Точное количество пушек 1-К, находившихся в частях к 1 июня 1941 года, на настоящий момент времени пока не установлено. Достоверно известен лишь факт их наличия в частях, например, они были в 8-м механизированном корпусе. Скорее всего, в начале войны все пушки, имевшиеся на складах, также были брошены в бой, поскольку в 1941 году наблюдался дефицит артиллерии для комплектации большого количества вновь формируемых соединений и восполнения огромных потерь. Каких-либо подробностей боевого применения этих орудий установить не удалось, вероятно, практически все они были потеряны в 1941 году. По некоторым сведениям, для данного типа орудий наблюдался дефицит снарядов.
Поставлялись в Китай, самоходные установки на их базе не создавались.
По второму контракту, подписанному 11 марта 1938 г. на сумму свыше 7 млн долл. и реализованному в июне 1938 г., в Китай было поставлено 800 пулемётов «Максим» Токарева, 1100 пулемётов Дегтярёва и 10 млн шт. патронов к ним, 160 шт. 76-мм полевых орудий, 80 шт. 115-мм гаубиц, 80 шт. 37-мм противотанковых пушек, артиллерийские боеприпасы и 10 млн шт. винтовочных патронов.

## Оценка проекта
1-К была первой советской противотанковой пушкой, причём довольно совершенной для 1930 года конструкции. Её баллистика позволяла поражать все танки того периода. Орудие было очень компактно, его небольшая масса позволяла расчёту легко перемещать его по полю боя. Недостатками орудия, которые и привели к быстрому снятию его с вооружения, были слабое осколочное действие 37-мм снаряда и отсутствие подрессоривания. Кроме того, орудия отличались невысоким качеством сборки. Принятие на вооружение этого орудия рассматривалось как временная мера, поскольку руководство РККА хотело иметь более универсальную пушку, совмещавшую функции противотанкового и батальонного орудия, а 1-К из-за малого калибра на эту роль подходила плохо.
К 1941 году это орудие безусловно устарело и могло бороться лишь с бронетранспортёрами, бронеавтомобилями. Против более современных танков это орудие могло быть эффективно лишь при стрельбе в борт с близких (менее 100 м) дистанций.
Очень большое историческое значение 1-К состоит в том, что она стала родоначальником серии самых многочисленных советских 45-мм противотанковых пушек и советской противотанковой артиллерии в целом.

## Боеприпасы и баллистические данные
Кроме перечисленных в таблице, орудие могло стрелять всеми трофейными боеприпасами от 3,7 cm Pak, которые имели схожую баллистику.
| Номенклатура боеприпасов |            |                   |             |                         |                        |
| Тип                      | Индекс ГАУ | Масса снаряда, кг | Масса ВВ, г | Начальная скорость, м/с | Дальность табличная, м |
| Бронебойные снаряды      |            |                   |             |                         |                        |
| Бронебойный остроголовый | 53-Б-160   | 0,66              | 9           | 820                     | 5600                   |
| Осколочные снаряды       |            |                   |             |                         |                        |
| Осколочный снаряд        | 53-О-160   | 0,645             | 22          | 825                     | 5750                   |
| Картечь                  |            |                   |             |                         |                        |
| Картечь                  | 53-Щ-160   | 0,928             | 30 пуль     | ?                       | ?                      |
| Картечь                  | 53-Щ-160   | 0,950             | 50 пуль     | ?                       | ?                      |

| Таблица бронепробиваемости для 37-мм противотанковой пушки образца 1930 года (1-К) |                          |                          |
| Бронебойный остроголовый снаряд 53-Б-160 |                          |                          |
| Дальность, м | При угле встречи 60°, мм | При угле встречи 90°, мм |
| 300 | ?                        | 30                       |
| 500 | 20?                      | 25?                      |
| 800 | ?                        | 20?                      |
| Приведённые данные относятся к советской методике измерения пробивной способности. Следует помнить, что показатели бронепробиваемости могут заметно различаться при использовании различных партий снарядов и различной по технологии изготовления брони. |                          |                          |

## Сохранившиеся экземпляры
- Несколько пушек данного типа сохранились в музеях Монголии.